# VX Близнецов
VX Близнецов (лат. VX Geminorum, HD 55284) — двойная звезда в созвездии Близнецов на расстоянии (вычисленном из значения параллакса) приблизительно 4760 световых лет (около 1459 парсек) от Солнца. Видимая звёздная величина звезды — от менее +15,1m до +10,8m.

## Характеристики
Первый компонент — красный гигант, углеродная пульсирующая переменная звезда, мирида (M) спектрального класса C7,2e-C9,1e(Nep), или Rp. Масса — около 2,219 солнечных, радиус — около 420,385 солнечных, светимость — около 1578,715 солнечных. Эффективная температура — около 3307 К.
Второй компонент — коричневый карлик. Масса — около 38,15 юпитерианских. Удалён на 1,951 а.е..